# Erinnerungsabzeichen Hochwasser Sachsen-Anhalt 1994

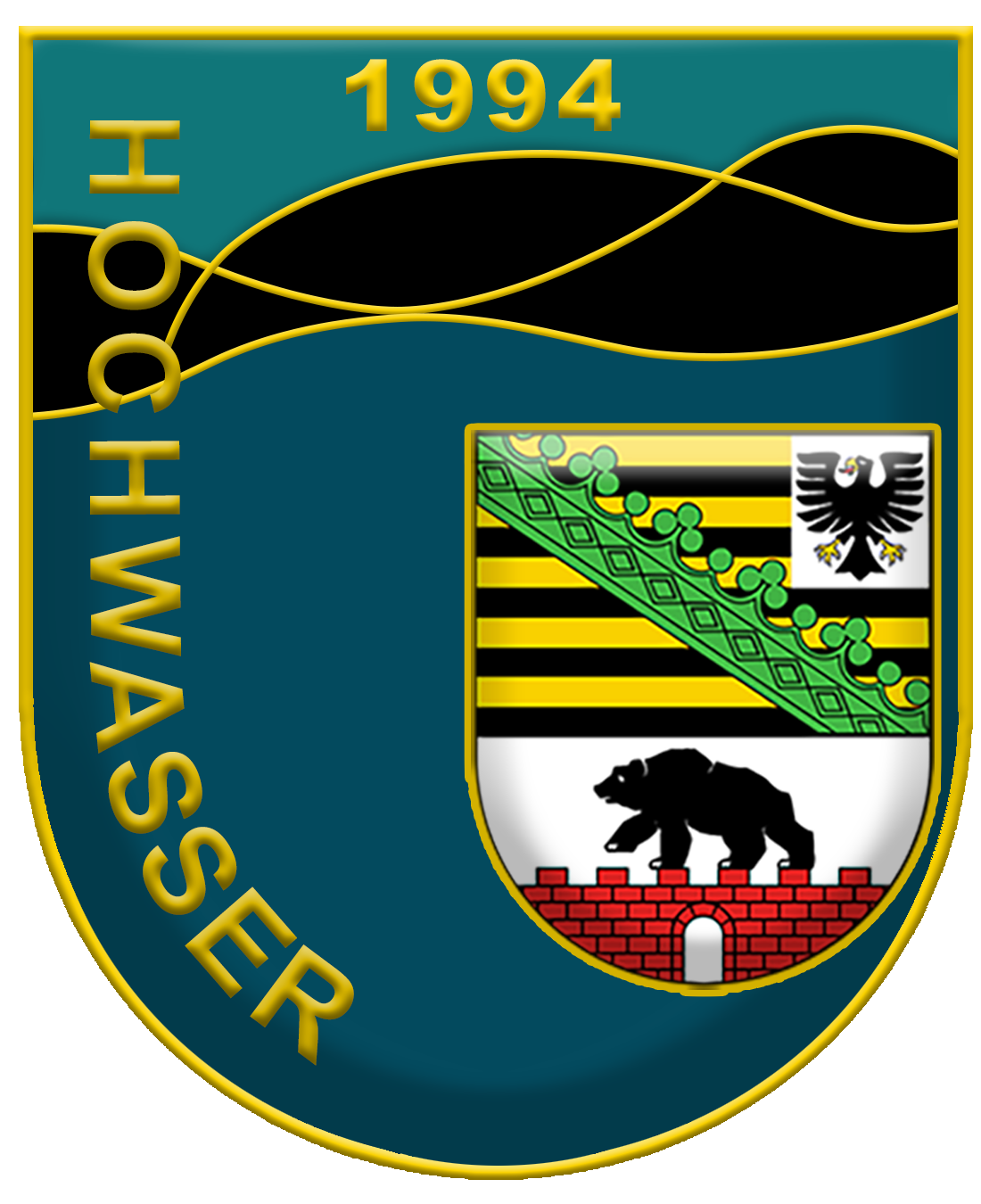
Grafische Darstellung des Erinnerungsabzeichens Hochwasser Sachsen-Anhalt 1994

Das Erinnerungsabzeichen Hochwasser Sachsen-Anhalt 1994 wurde anlässlich des Hochwassers der Saale und ihrer Nebenflüsse vom Ministerpräsidenten des Landes Sachsen-Anhalt am 21. Juli 1994 gestiftet. Das Zeichen wurde den beteiligten Feuerwehren, Angehörigen der Polizei, des THW, der Bundeswehr und weiteren Organisationen verliehen, die 1994 in den betroffenen Landkreisen des Bundeslandes Sachsen-Anhalt das Hochwasser und dessen Folgen bekämpften.

## Design
Das Erinnerungsabzeichen ist als mehrfarbiger Pin gestaltet, der das Landeswappen und stilisierte Wellen darstellt und der Schriftzug „Hochwasser 1994“. Die Bandschnalle ist aus blauem Ordensband mit einem aufgesetzten silberfarbigen Erinnerungszeichen mit der gleichen Darstellung wie der Pin.